# 王任重
王任重（1917年1月—1992年3月16日），直隶（今河北）景县人，中国共产党、中华人民共和国政治人物，原副国级领导人。1933年11月加入中国共产党；曾任中共第八届候补中央委员，第十一至十三屆中央委员。曾任国务院副总理、中共中央宣传部部长、中央书记处书记，第六届全国人大常委会副委员长，第七届全国政协副主席等职；是三峡工程建设的主要推动者之一。

## 生平

### 早年经历
1917年1月，王任重出生在直隶景县的一个普通农民家庭。在景县乡村师范学校读书期间，16岁的王任重加入了中国共产党的地下组织，开始职业革命生涯。
1938年起，一直在直隶地区从事中共地方领导工作；历任中共冀南区委宣传部副部长，冀南五地委书记，冀南区委组织部、宣传部部长；中共冀南区委常委、副书记，冀南行署副主任、主任等职。由于，王任重拥有长期在宣传方面的党务工作经验和扎实的理论修养，毛泽东曾称他为“华北第一才子”。

### 建国后
1949年5月，王任重随军南下，到达湖北武汉；并在中华人民共和国建国后，出任中共湖北省委常委、湖北省人民政府副主席，协助李先念主管全省的财经工作，时年仅32岁。两年后，他又先后担任中共武汉市委副书记、副市长，市委第一书记、代市长等职。1954年，王任重晋升中共湖北省委第一书记，时年37岁。1956年5月31日，当毛泽东到武汉视察工作时，同样喜爱游泳的王任重陪同毛泽东一起，在长江里游泳；后来，他还曾多次陪同毛泽东畅游长江。

#### 执掌中南
1960年9月起，王任重出任中共中央中南局第二书记、兼湖北省委第一书记；除负责湖北省的工作外，还协助陶铸主持中南各省的工作。在陶铸调任国务院副总理后，王又接任中南局第一书记、中南局三线建设委员会主任、华中协作区主任等职务。“大跃进”期间，王任重表现活跃。《人民日报》曾出现湖北麻城“天下第一田”的浮夸报道。
文革前的学毛著运动中，湖北省中有许多给王任重写批评信的人，多数针对其读书笔记。王任重多次把群众写给他的批评性的信件转给来信者的单位，引起来信者被单位批斗。
1966年4月18日，王任重以湖北省委名义派出的全国第一个教育革命工作组进驻武大，聚焦于整李达。王任重亲自给批判李达的材料加了按语，亲自上报中央，并得到邓小平的指示：“批判李达分三步走：第一步在党内进行批判，第二步在学校进行批判， 第三步登全国性报纸，公开进行批判。”8月4日，人民日报头版发表署名“新华社记者”的报道：《坚决按照毛泽东思想办学的一面红旗——记武汉大学数学系半耕半读试验班同李达、朱劭天等黑帮作斗争中成长的经过》。8月24日，李达重病无医，病死。王任重随后还整了许多知识分子。
1966年7月3日王任重給湖北省委常委的信（后被称为“七三指示”）明确提出“反右斗争”这一概念，通篇都是围绕普通群众中的“左派”“中间派”“右派”展开对文革运动的部署。在派工作组、“反右”的过程中，各个单位都有许多人被批斗，许多人被判刑，有人自杀。一些受到迫害的人在这段时期提出了反对工作组的声音，他们往往成为后来的“造反派”。

#### 文革时期
1966年8月5日，毛泽东发表《炮打司令部——我的一张大字报》，指责派工作组为“白色恐怖”。8月8日，“十六条”通过。8月9日，武汉市委决定撤销各单位的工作队。王任重在十六条公布后，指示张体学向撤销了工作组的单位派驻“三员”（观察员、巡视员、联络员）。“三员”多是原工作组成员。
1966年9月12日湖北日报报道：“武汉大专院校红卫兵总部”成立。“武汉大专院校红卫兵总部”由王任重在整李达的过程中亲手培养起来的“坚定的革命左派”崔建瑞任总指挥。这个组织“在中共湖北省委的直接指导下进行工作”。
北京、武汉红卫兵“破四旧”演变为打人、杀人、抄家、没收私人财产、驱离“黑六类”（地、 富、反、坏、右、资本家），王任重起了不小的作用。
王任重对省委揪“南下一小撮”表示支持。王任重曾令省委整理南下同学黑材料，整理“南下一小撮”的黑材料，还说“你们的材料不如上海老工人写的短小、精悍、有感情”。

10月1日，红旗杂志1966年第十三期社论《在毛泽东思想的大路上前进》由人民日报转载，中央人民广播电台播送。这篇社论号召批判“挑动群众斗群众”的资产阶级反动路线，得到少数派的衷心拥护。声势浩大的“揪南下一小撮”运动逐渐冷却，王任重、张体学和湖北省委开始检讨。10月18日，王任重在北京写出《我的检讨》，湖北省委印成传单，全省张贴。
1966年12月5日，新湖大、二司、三司、新华工等成立了“赴广州专揪王任重革命造反团”，打算将王任重带回武汉批斗。要求王任重回汉检查得到中央同意，12月25日王任重被造反团从广州带回武汉。1967年1月1日，武汉地区造反派斗争王任重大会在汉口新华路体育场召开，数万人参会。此后，各单位造反派召开多次批判王任重大会。批斗王任重，张体学和省委都没有公开表态。 
很多造反派认为，“一月夺权”期间当时没有事实、现在没有资料证明王任重、张体学等有过“破坏行为”。
在1967年上半年的造反、保守两派武斗中，武汉军区、保守组织一直给造反派加上“保王任重”的罪名。
王任重在文革期间受到打击和迫害，并先后被关押在北京秦城监狱以及陕西武功的一个农科部门，前后共八年，直到1975年才获释放。在恢复工作后，1978年8月，王任重被安排出任中共陕西省委第二书记、省革委会副主任；当年12月10日，晋升省委第一书记、省革委会主任、兼陕北建设委员会主任；12月25日，中共中央宣布，马文瑞担任中共陕西省委第一书记。 至此，王任重主持陕西省工作仅15天。

#### 进入中央
1978年12月王任重出任国务院副总理，兼国家农业委员会主任、国务院财经委员会委员，负责农业工作；1980年，在中共十一届五中全会上，他又当选重新恢复的中央书记处书记、并兼任中宣部部长。1983年6月当选为第六届全国人大常委会副委员长，兼财经委员会主任委员；1988年4月又当选第七届全国政协副主席（排名第一），党组副书记。

### 辞世
在担任湖北地方和中央领导期间，王任重一直是三峡工程的坚实支持者。1992年4月3日，全国人大七届五次会议通过了兴建长江三峡工程的议案。在这次会议召开前的半个月（即3月16日），王任重因突发心脏病在北京病故，享年75岁。